# Opisthoxia eusiraria
Opisthoxia eusiraria là một loài bướm đêm trong họ Geometridae.